# Euceros pinguipes
Euceros pinguipes là một loài tò vò trong họ Ichneumonidae.